# Cuphea dipetala
Cuphea dipetala là một loài thực vật có hoa trong họ Lythraceae. Loài này được (L.f.) Koehne mô tả khoa học đầu tiên năm 1882.